# Beauty and the Beast (David Bowie)
Beauty and the Beast è un brano musicale di David Bowie, traccia d'apertura del suo album "Heroes" del 1977.
Fu pubblicato come secondo singolo (B-side Sense of Doubt) estratto dall'album nel gennaio 1978, raggiungendo la posizione numero 39 nella Official Singles Chart.

## Il brano
La musica d'apertura, una sconnessa combinazione di piano, chitarra, suoni elettronici e voce aumenta in crescendo, ed è stata definita come il suono di "Bowie che sta per trasformarsi nell'Incredibile Hulk davanti ai vostri orecchi". La canzone vede Robert Fripp alla chitarra solista, con trattamenti e lavoro al sintetizzatore di Brian Eno. Fripp ha dichiarato che la sua pista di chitarra è una "prima take" fatta direttamente al momento dell'arrivo in studio.
Le parole del testo sono state interpretate un severo sguardo da parte di Bowie al suo passato da cocainomane a Los Angeles nel periodo 1975-1976, con la frase: «Thank God Heaven left us standing on our feet» a suggerire la gratitudine del cantante per avercela fatta a superare quel periodo.
Secondo un'altra interpretazione, James E. Perone scrisse:
(James E. Perone)

## Tracce
7" vinile
1. Beauty and the Beast (David Bowie) – 3:32
2. Sense of Doubt (Bowie) – 3:57

12" vinile
1. Beauty and the Beast (Special Extended Version) (Bowie) – 5:18
2. Fame (Bowie, John Lennon, Carlos Alomar) – 3:30

- La versione a 12" fu pubblicata solo negli Stati Uniti (come copia promozionale) e in Spagna.

## Formazione
- David Bowie: voce, pianoforte, produzione
- Robert Fripp: chitarra solista
- Carlos Alomar: chitarra ritmica
- George Murray: basso
- Dennis Davis: batteria
- Brian Eno: sintetizzatore, trattamento chitarre
- Antonia Maass: cori
- Tony Visconti: produzione

## Esecuzioni dal vivo
Una versione dal vivo di Beauty and the Beast è stata inserita nell'album live Stage del 1978.

## Cover
- La canzone è stata reinterpretata dai Deliverance sull'album Camelot-in-Smithereens (1995).
- La canzone è stata reinterpretata da Pivio sull'album Lodging a Scary Low Hero (2017)